# Srednja Afrika
Srednja Afrika je po definiciji OZN področje držav, ki ležijo v porečju reke Kongo.
Države Osrednje Afrike so:
- Angola
- Čad
- Centralnoafriška republika
- Ekvatorialna Gvineja
- Gabon
- Kamerun
- Republika Kongo
- Demokratična republika Kongo
- Sveti Tomaž in Princ